# Distretto di Ilgaz
Il distretto di Ilgaz (in turco Ilgaz ilçesi) è uno dei distretti della provincia di Çankırı, in Turchia.